# Paul Tucker
Paul Tucker (Londra, 12 agosto 1968) è un tastierista e compositore britannico che divenne celebre per aver formato il duo R&B Lighthouse Family con Tunde Baiyewu.

## Biografia
Nato nella zona londinese di Crystal Palace, studiò all'università di Newcastle, laddove conobbe il cantante Tunde Baiyewu. Il sodalizio musicale del duo "Lighthouse Family" durò un decennio (1993-2003) e fra i pezzi più famosi per cui il duo è ricordato è da ricordare "High", del 1997. Nel 2007 Tucker torna alla musica fondando un gruppo di alternative rock, sempre originaria di Newcastle, chiamata The Orange Lights, nella quale ha il ruolo di pianista.

## Discografia
- Life is Still Beautiful (2007)